# Municipio de Mancelona
El municipio de Mancelona (en inglés: Mancelona Township) es un municipio ubicado en el condado de Antrim en el estado estadounidense de Míchigan. En el año 2010 tenía una población de 4400 habitantes y una densidad poblacional de 23,8 personas por km².

## Geografía
El municipio de Mancelona se encuentra ubicado en las coordenadas 44°53′42″N 84°58′46″O / 44.89500, -84.97944. Según la Oficina del Censo de los Estados Unidos, el municipio tiene una superficie total de 184.88 km², de la cual 184,24 km² corresponden a tierra firme y (0,35 %) 0,64 km² es agua.

## Demografía
Según el censo de 2010, había 4400 personas residiendo en el municipio de Mancelona. La densidad de población era de 23,8 hab./km². De los 4400 habitantes, el municipio de Mancelona estaba compuesto por el 96,2 % blancos, el 0,16 % eran afroamericanos, el 1,3 % eran amerindios, el 0,05 % eran asiáticos, el 0,05 % eran de otras razas y el 2,25 % eran de una mezcla de razas. Del total de la población el 1,11 % eran hispanos o latinos de cualquier raza.